# Johann Heinrich Reinbold (Vermögensverwalter)
Johann Heinrich Reinbold (auch: Johann Heinrich Reinboldt und Johannes Reinbold sowie Reinboldi; * um 1648; † 1699 in Hannover) war ein fürstlicher Vermögensverwalter.

## Leben

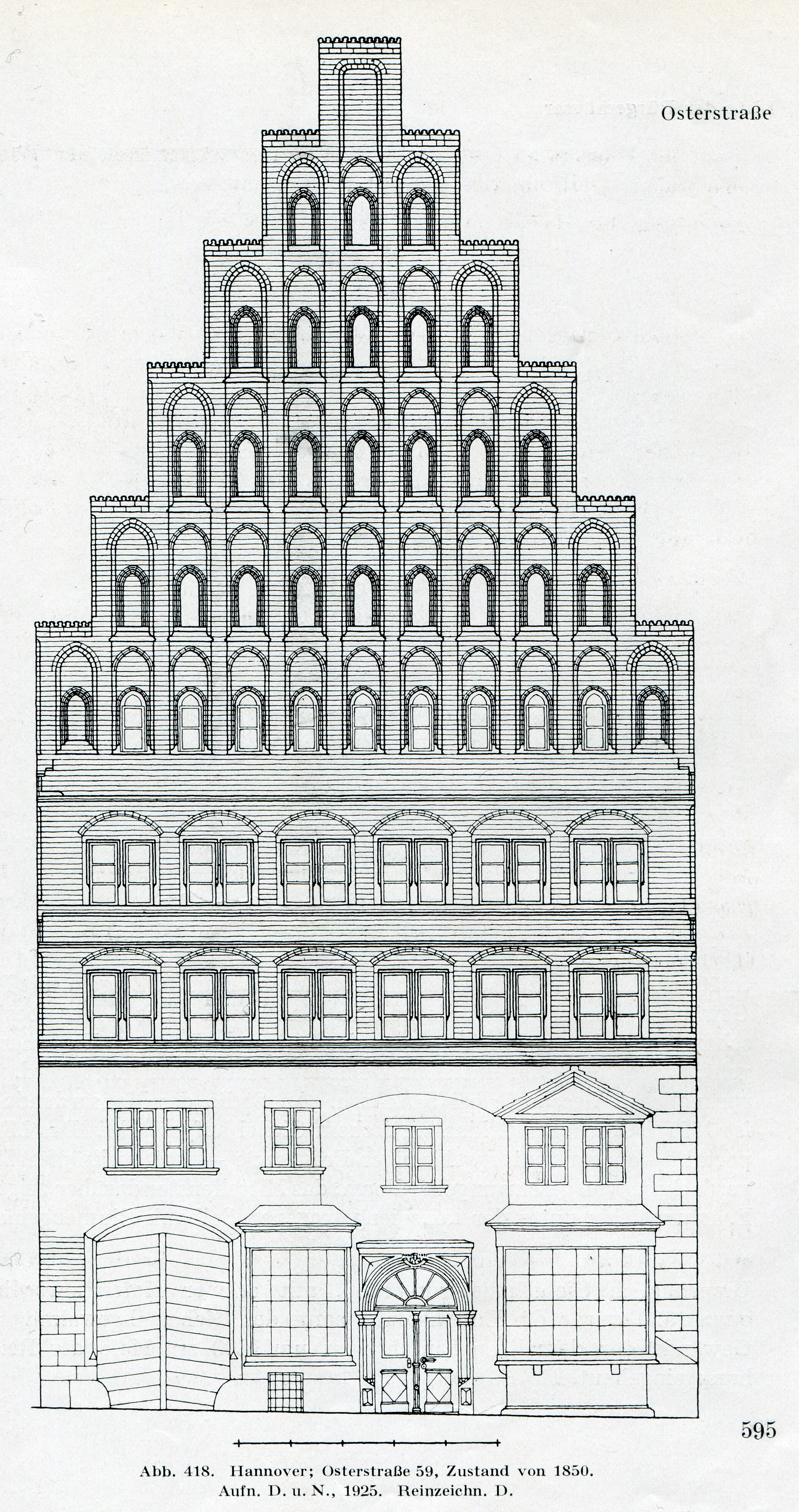
Das Haus Osterstraße 59 in Hannover, in dessen Erdgeschoss Reinbold ein Portal und sein Wappen mit der Jahreszahl 1691 anbringen ließ;
Rekonstruktion des Zustandes um 1850; Reinzeichnung von Gustav Darr

Reinbold gilt als Begründer der über Generationen in Norddeutschland angesehenen und in den Adelsstand erhobenen Familie Reinbold und als einer der Urahnen beispielsweise der Schriftstellerin Adelheid Reinbold (1800–1839).
Der spätere Oberkriegs-Zahlkommissar war im Gefolge der seinerzeitigen Herzogin und späteren Kurfürstin Sophie aus der Pfalz nach deren Hochzeit mit dem Herzoglich Braunschweig-Lüneburgischen Prinzen Ernst August im Jahr 1658 von Heidelberg nach Hannover gezogen.
Johann Heinrich Reinbold heiratete die aus Osnabrück stammende Margarete von Hörsten. Dort wurde dem Ehepaar 1679 der Sohn und spätere Privatsekretär beispielsweise der Kurfürstin Sophie geboren, der Hofrat, Amtsvogt in Burgwedel und Bissendorf und Geheime Kanzleisekretär Arnold Ludwig Reinbold († 1735).
1680 kehrte Reinbold mit dem neuen Herzog Ernst August nach Hannover zurück. Dort erwarb er 1689 das prachtvoll ausgestattete Patrizierhaus Osterstraße 59. In dessen Erdgeschoss ließ er 1691 ein prunkvolles Portal mit seinem Wappen einbauen. Das Portal wurde jedoch später an die Breite Straße versetzt.
Im Herzogtum und späteren Kurfürstentum übte Reinbold verschiedene Funktionen aus. Er war „Oberzahlcommissarius“ in Braunschweig, Vermögensverwalter des Kurfürsten sowie fürstlicher Oberkriegszahlmeister. Durch Reinbolds mehrfache Erwähnung im Briefwechsel des Universalgelehrten Gottfried Wilhelm Leibniz, so etwa im Schreiben des Historikers und Bibliothekars Johann Georg von Eckhart aus Hannover vom 11. Oktober 1701 an Leibniz, ging Reinbold in das Weltdokumentenerbe der UNESCO ein.
Johann Heinrich Reinbold starb 1699 im Alter von 51 Jahren.